# Shade grown coffee
|  | Denne artikel er oprettet af botten Steenthbot ud fra en ekstern database. Den kan derfor have sproglige fejl eller mangler. Denne skabelon kan fjernes efter kontrol af indholdet. |

Shade grown coffee er en dansk dokumentarfilm fra 2020 instrueret af Alexander Kinnunen.

## Handling
Drevet af kærligheden til kaffe og lysten til at skabe konkret forandring følger filmen vejen fra kaffeplantens spæde vækst og røde bær til den dampende varme kop kaffe, der serveres over hele verden - også hos danske Coffee Collective, som spiller en central rolle. Filmen undersøger den globale kaffeproduktion og giver et konkret indblik i en helt særlig dyrkningsmetode, som gavner både naturen og de mennesker, der arbejder på de skyggefulde kaffeplantager verden over. Kaffe er en storindustri, men fra Etiopien til Jamaica kæmper ildsjæle for en bæredygtig fremtid.